# Рясне (зупинний пункт)
Рясне́ — пасажирська зупинна залізнична платформа Донецької дирекції Донецької залізниці.
Розташована у смт Грузько-Зорянське, Гірницький район Макіївки, Донецької області на лінії Моспине — Макіївка між станціями Моспине (10 км) та Макіївка (11 км).
Пасажирське сполучення припинено у 2009 р., здійснюється лише вантажне перевезення.